# Syzygium nandarivatense
Syzygium nandarivatense är en myrtenväxtart som först beskrevs av John Wynn Gillespie, och fick sitt nu gällande namn av Lily May Perry. Syzygium nandarivatense ingår i släktet Syzygium och familjen myrtenväxter. Inga underarter finns listade i Catalogue of Life.